# Гомії
Акакіяни, також відомі як гомояни, гомеї, гомії — аріанська секта, яка відігравала важливу роль у християнізації готів у Дунайські провінції Римської імперії.
Уперше вони з'явилися як церковна група за деякий час до скликання спільних синодів Ріміні та Селевкії Ісаврії в 359 році. Секта була зобов'язана своєю назвою і політичним значенням Акакію, єпископу Кесарійського, чию теорію прихильності до фразеології Святого Письма вона прийняла і намагалася узагальнити своїми різними словами: homoios, homoios kata panta.

## Передумови
Для того, щоб зрозуміти теологічне значення акакіанства як критичного епізоду як в логічному, так і в історичному прогресі аріанства, необхідно нагадати, що визначення гомоянізм, оприлюднене на Першому Нікейському соборі в 325 році, замість того, щоб покласти край до подальшого обговорення, стало приводом для загострення дискусії та ще більшої плутанини у формулюванні теорій про стосунки Сина Божого з Його Отцем. Події вже почали дозрівати до нової кризи незабаром після приходу імператора Констанція II до одноосібної влади, після смерті його брата Константа в 350 році. Новий Август був людиною з поворотом до богословських дебатів (Амміан, XXI, xvi), що невдовзі зробило його сильним промоутером фракції Євсевіїв. Грубо кажучи, у цей період у Церкві було лише три партії: нікейська, яка здебільшого симпатизувала Афанасію та його прибічникам; партія Євсевія або придворна та їх напіваріанські послідовники; і, насамперед, аномеська сторона, яка завдячує своїм походженням Аетію. Влітку 357 року Урсакій Сингідунський і Валент з Мурси, прихильники цієї останньої групи дисидентів на Заході, завдяки впливу, який їм вдалося здійснити на імператора за допомогою його другої дружини Євсевії (Panegyr. Jul. Orat., iii; Амміан, XXI, VI, 4), вдалося провести конференцію єпископів у Сірмії.

## Сірмський маніфест
У латинський символ віри, викладений на цій зустрічі, було вміщено заяву про погляди, складену Потамієм Лісабонським і Осій Кордубським, яка під назвою Сірмського маніфесту, як його потім стали називати, кинула Церкву в безлад. У цій заяві прелати, що зібралися, проголошуючи своє визнання в «Єдиному Богі, Отці Всемогутньому, і в Його Єдинородного Сина, Господа нашого Ісуса Христа, породженого від Нього перед віками», рекомендували відмовитися від термінів ousia (сутність або субстанція), homoousion (тотожний сутності або субстанції) і homoiousion (подібний сутності або субстанції), «яким збуджуються розуми багатьох»; і вони вважали, що «ні про кого з них взагалі не повинно бути згадки, ані про їх викладення в Церкві, і з цієї причини і з цієї причини, що про них нічого не написано в Божому Письмі і що вони вище людське знання і вище людське розуміння» (Athan., De Syn., xxviii; Soz., ii, xxx; Hil., De Syn., xi). Незважаючи на застереження Біблії проти використання незрозумілих термінів, майже всі сторони вважали, що Маніфест був тонко аномійним документом.
Ситуація, безперечно, була багата на можливості. Чоловіки почали групуватися за новими лініями. На Сході аномеяни звернулися майже як само собою зрозуміло до Акакія Кесарійського, чий вплив посилювався при дворі і який вважався кмітливим темпором. На Заході такі єпископи, як Урсацій з Сингідунума та Валент із Мурси, почали проводити подібну політику; і всюди відчувалося, що час знову вимагає узгоджених дій з боку Церкви. Саме цього прагнула домогтися сторона імператора Констанція II; але не так, як очікували нікейці та помірковані. Одну раду не так легко контролювати; але два окремі синоди, один із яких засідає на Сході, а інший на Заході, можна було б краще тримати в руках.
Після низки попередніх конференцій, які супроводжували неминучу кампанію памфлетизму, в якій брав участь Іларі з Пуатьє, єпископи західної частини імперії зустрілися в Арімінумі наприкінці травня, а єпископи східної частини в Селевкії Ісаврії в верессні 359 р. Богословський склад обох Синодів був ідентичним, принаймні в тому, що партія компромісу, представлена Акакієм в Селевкії, а в Арімінумі Урсакієм і Валентом, була політично, хоча не чисельно, на висоті і могла здійснювати тонкий вплив, який залежало майже в тій же мірі як від аргументації їхніх лідерів, так і від їхнього куріального престижу. В обох радах зрештою переважала гомоянська формула, пов’язана з ім’ям Акакія.
Гомоусія, за яку так багато терпіли афанасіяни протягом понад півстоліття, була відкинута, і Син був оголошений подібним — а насправді не зовсім рівним чи тотожним по суті — Богу-Батькові.

### Богословська позиція
Гомоянізм (грец. hómoios) проголошував, що Син подібний до Бога-Отця, без посилання на сутність чи субстанцію. Деякі прихильники гомоянських формул також підтримали один з інших описів.
Інші гомояни проголосили, що Бог-Батько був настільки незрівнянним і невимовно трансцендентним, що навіть ідеї подібності, подібності чи тотожності за субстанцією чи сутністю з підлеглим Сином і Святим Духом були єретичними і не виправдовувалися Євангеліями. Вони вважали, що Син у певному сенсі подібний до Батька, але навіть говорити про «ousia» було нахабною спекуляцією.

## Впливи і занепад
Саме Акакій та його послідовники з самого початку керували всім процесом. Виступаючи як прихильники тимчасових методів, вони надихнули євсевіанську або напіваріанську партію на ідею скинути Атія та його аномеїв. Як вони проявили себе на практиці протягом усього несподіваного руху, який привів їх на фронт, так і тепер, теоретично, вони були представниками Via Media свого часу.
Акакії відокремилися від афанасійців і нікейців, відкинувши слово «homoousios»; від напіваріан шляхом їхньої здачі «homoiousios»; і від етів через їх наполягання на терміні homoios.
Вони зберігали свій вплив як окрема партія лише до тих пір, поки їхній речник і лідер Акакій користувався прихильністю Констанція. При Юліані Відступнику Атію, який був вигнаний у результаті процесу в Селевкії, дозволили відновити свій вплив. Акакії скористалися нагодою, щоб зробити спільну справу з його ідеями, але союз був лише політичним; вони знову кинули його на Антіохійському синоді, який відбувся за Ювіана в 363 році.
У 365 році напіваріанський Синод у Лампсаку засудив Акакія. Його богословські ідеї напіваріани вважали занадто екстремальними. Він був скинутий зі свого місця, і з цією подією практично закінчилася історія спільноти, якій він надав своє ім’я.